# Sabia pauciflora
Sabia pauciflora är en tvåhjärtbladig växtart som beskrevs av Carl Ludwig von Blume. Sabia pauciflora ingår i släktet Sabia och familjen Sabiaceae. Inga underarter finns listade.